# Tour Postel 2001
La tour Postel 2001 est un gratte-ciel situé rue Jessie Owens, dans la commune du Plateau à Abidjan en Côte d'Ivoire. Achevée en 1984 et culminant à plus de 105 mètres, Postel 2001 est une des tours les plus récentes parmi celles construites par l'administration ivoirienne dès les années 1970 afin d'abriter les bureaux de l'administration.
Elle est parfois appelée par erreur Postel 2000, du fait que la plupart des édifices portant ce modèle de nom à cette époque portent l'année 2000, et non 2001.
Elle fait face à l'Ambassade de France en Côte d'Ivoire, et est voisine de deux autres tours : l'immeuble SCIAM et l'immeuble CAISTAB. À l'instar de plusieurs édifices publics ivoiriens, la tour Postel 2001 a souffert d'une absence d'entretien pendant les années 2000, à la suite du détournement des fonds destinés à son entretien au sein de la SIEGIM-CI, à l'époque gestionnaire de l'édifice,.
Jugée dangereuse en raison de sa vétusté, la tour se vide progressivement de ses occupants à la suite d'une décision du Conseil des Ministres du 14 août 2013. Elle hébergeait jusqu'alors les bureaux de quatre ministères : celui des Infrastructures économiques, des Transports, de l'Artisanat et des PME, et des Postes et des TIC. L'édifice doit subir une réhabilitation complète pour un montant de 14 milliards de francs CFA.